# Cattedrali in Pakistan
Questa è una lista delle cattedrali del Pakistan.

## Cattedrali cattoliche
| Cattedrale                                                  | Arcidiocesi o Diocesi            | Località   | Dedicazione            | Note |
| ----------------------------------------------------------- | -------------------------------- | ---------- | ---------------------- | ---- |
| Cattedrale dei Santi Pietro e Paolo                         | Diocesi di Faisalabad            | Faisalabad | San Pietro e San Paolo |      |
| Cattedrale di San Giuseppe                                  | Diocesi di Hyderabad in Pakistan | Hyderabad  | San Giuseppe           |      |
| Cattedrale di San Tommaso                                   | Diocesi di Islamabad-Rawalpindi  | Rawalpindi | San Tommaso            |      |
| Cattedrale di San Patrizio                                  | Arcidiocesi di Karachi           | Karachi    | San Patrizio           |      |
| Cattedrale del Sacro Cuore                                  | Arcidiocesi di Lahore            | Lahore     | Sacro Cuore di Gesù    |      |
| Cattedrale della Risurrezione di Nostro Signore Gesù Cristo | Diocesi di Multan                | Multan     | Risurrezione di Gesù   |      |
| Cattedrale del Santo Rosario                                | Vicariato apostolico di Quetta   | Quetta     | Santo Rosario          |      |

## Cattedrali anglicane
| Cattedrale                           | Arcidiocesi o Diocesi         | Località | Dedicazione          | Note |
| ------------------------------------ | ----------------------------- | -------- | -------------------- | ---- |
| Cattedrale della Santa Trinità       | Diocesi anglicana di Sialkot  | Sialkot  | Trinità              |      |
| Cattedrale di San Giovanni           | Diocesi anglicana di Peshawar | Peshawar | San Giovanni         |      |
| Cattedrale di Santa Maria            | Diocesi anglicana di Raiwind  | Raiwind  | Vergine Maria        |      |
| Cattedrale della Santa Trinità       | Diocesi anglicana di Karachi  | Karachi  | Trinità              |      |
| Cattedrale della Risurrezione        | Diocesi anglicana di Lahore   | Lahore   | Risurrezione di Gesù |      |
| Cattedrale della Santa Vergine Maria | Diocesi anglicana di Multan   | Multan   | Vergine Maria        |      |